# موسسه فروبنیوس

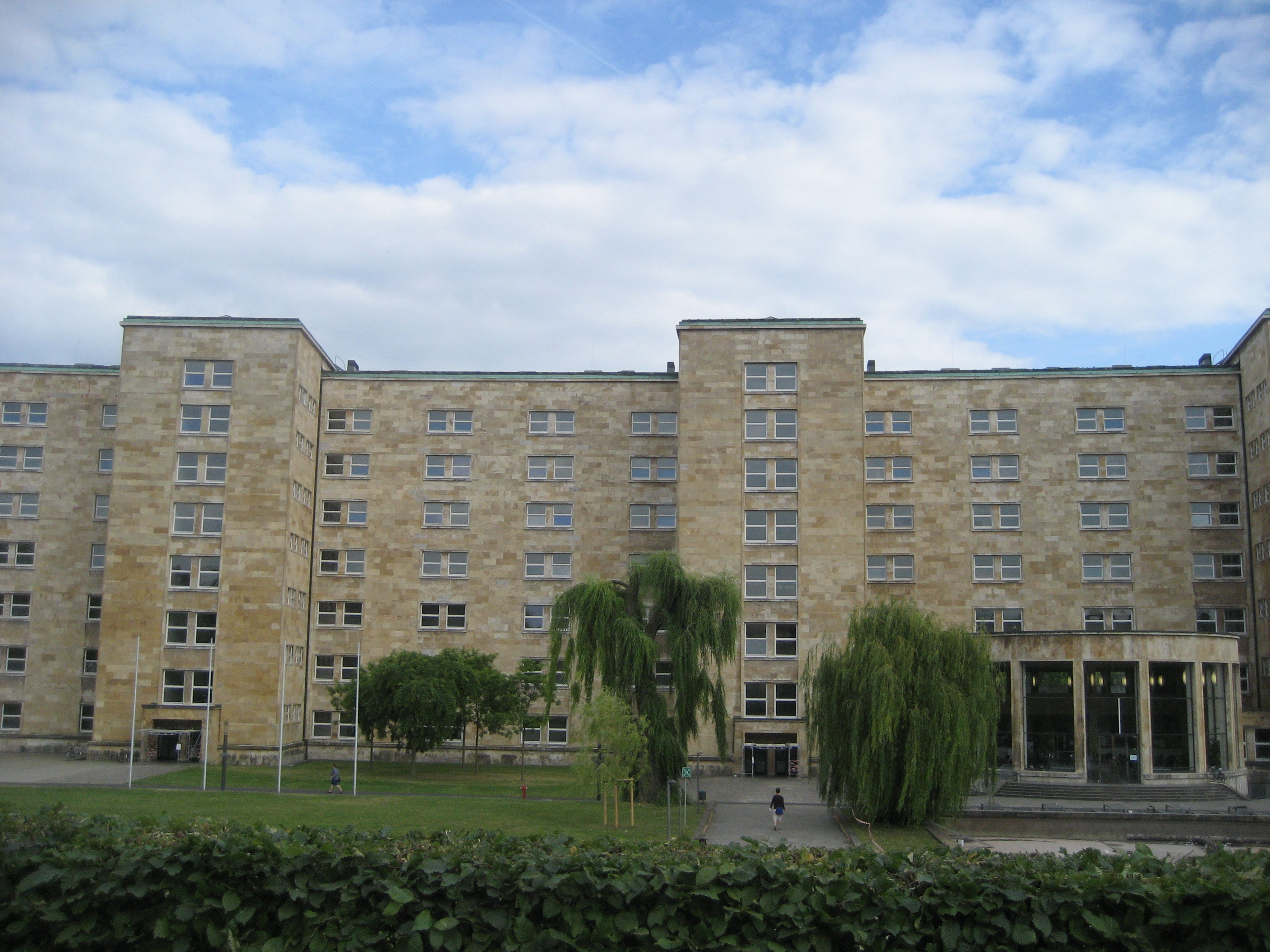
ساختمان آی جی فاربن در فرانکفورت، جایی که موسسه فروبنیوس در آن قرار دارد

مؤسسه فروبنیوس (به انگلیسی: Frobenius Institute؛ و در اصل: Forschungsinstitut für Kulturmorphologie) قدیمی‌ترین مؤسسه تحقیقاتی انسان‌شناسی در آلمان است. این موسسه در سال ۱۹۲۵ تأسیس شد و به نام لئو فروبنیوس نامگذاری شده‌است. این موسسه در گرونه برگپلاتز 1 (Gruneburgplatz 1) در فرانکفورت واقع شده و یک سازمان خودگردان است که با دانشگاه یوهان ولفگانگ گوته مرتبط می‌باشد و با همکاری دو سازمان دیگر، Institut für Ethnologie و Museum der Weltkulturen کار می‌کند.
این موسسه تحقیقات قوم‌شناسی و تاریخی انجام می‌دهد که در ابتدای کار، در مونیخ تأسیس شده بود و با عنوان Forschungsinstitut fur Kulturmorphologie شناخته می‌شد ولی پس از مرگ فروبنیوس در سال ۱۹۳۸، توسط آدولف الگارد جنسن، مدیر آن تغییر نام داده شد.

## مجموعه
موسسه فروبنیوس به خاطر مجموعه‌هایش مشهور است. به غیر از ۶،۰۰۰ شی مرتبط با قوم نگاری، این مجموعه عمدتاً از حدود ۱۰۰،۰۰۰ عکس و نقاشی آبرنگT تشکیل شده‌است. اکثر این تصاویر به صورت آنلاین در وبگاه این موسسه نیز موجود است. لئو فروبنیوس این مجموعه را راه اندازی کرد و پس از مرگش در سال ۱۹۳۸، جانشینانش آن را توسعه دادند. کتابخانه موسسه فروبنیوس دارای حدود ۱۳۰،۰۰۰ کتاب است.